# 法國噶舉中心

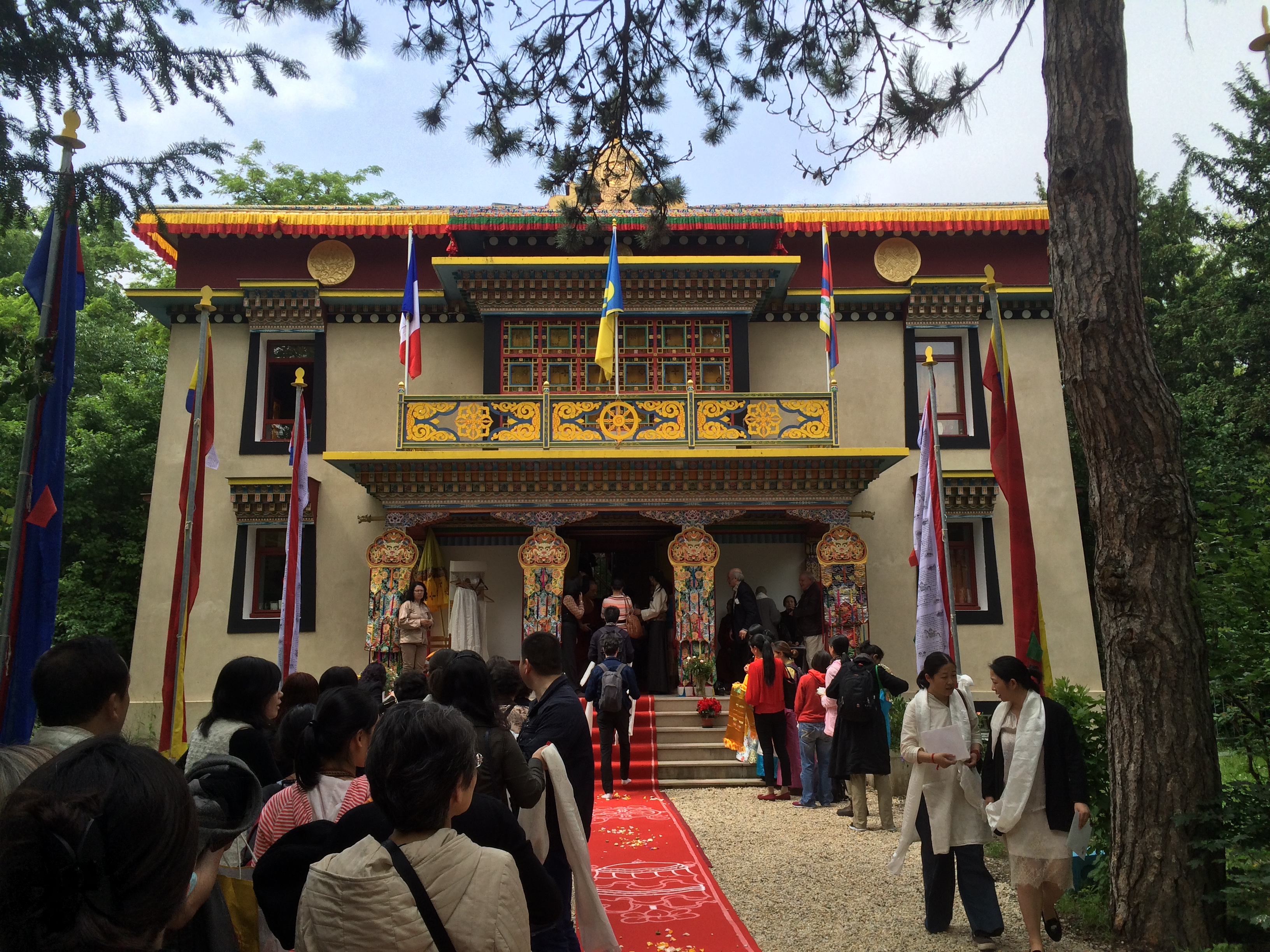
位於巴黎文森森林的法國噶举中心

法國噶舉中心（藏語：བཀའ་བརྒྱུད་རྫོང་）是與第十六世噶瑪巴有密切联係的第一世卡盧仁波切於1974年在法國成立的藏傳佛教噶瑪噶舉派活動中心。卡盧仁波切在暮年托付高足弟子久美喇嘛（འགྱུར་མེད བླ་མ Gyurmé Lama）進行管理，久美喇嘛與第十七世噶瑪巴烏金-廷列-多傑保持着密切關係。
該中心位於巴黎東邊的万塞讷（Vincennes）森林，在兜梅尼湖東南畔，對面是万塞讷佛寺，即法國國際佛學院與法國佛教徒聯誼會所在地。
該中心的院落面積為8000平方米，其建築為西藏-不丹風格的兩層樓，建成於1985年，是法國噶舉中心的永久駐地。
坐落于諾曼底的持金剛林（Vajradhara-Ling）、大手印林（Mahāmudrā Ling）及坐落於法國中部勃艮第-弗朗什-孔泰大區索恩-盧瓦爾省奧頓區拉布莱鎮的達香噶舉林（Dashang Kagyu Ling）是該中心的分支機構。

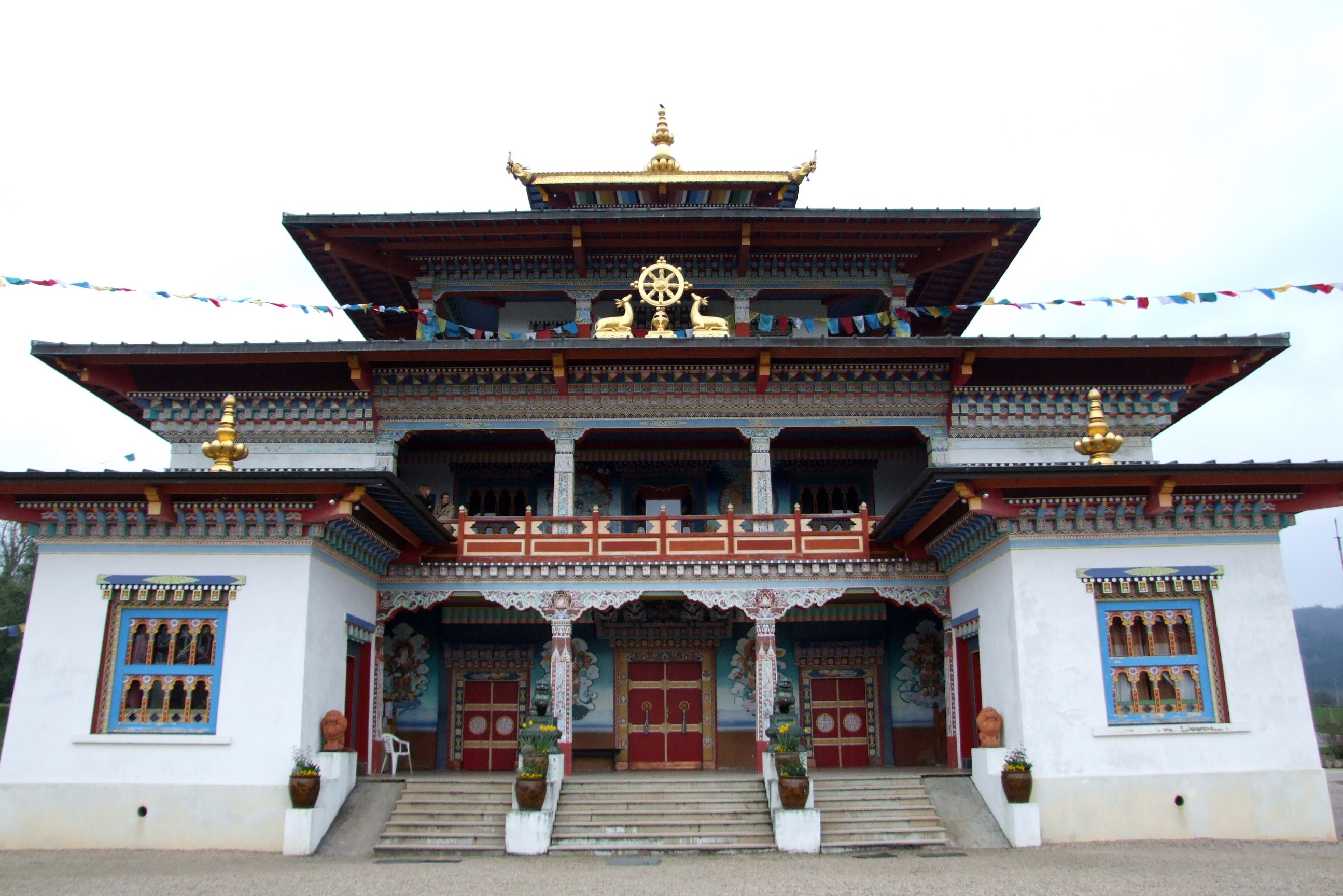
達香噶舉林千佛殿

達香噶舉林的千佛殿是歐洲第一座仿西藏桑耶寺風格的古典建築，於1987年建成開光。
第一世卡盧仁波切圓寂後，其轉世的第二世卡盧出生於1990年，現已擔當起弘法重任，他自然将法國噶舉中心作为他重要的弘法場所之一。 
2016年6月初第十七世噶瑪巴初次訪問法國時，曾莅临該中心，在此舉行了祈福、加持等宗教儀式，並接見了部分來自世界各地的虔誠信眾。